# 8AM
8AM (también estilizado como 8am) es un programa de televisión uruguayo de noticias y entrevistas emitido por Canal 4. Estrenado el 17 de julio de 2023, es el sucesor de Buen día, que se emitió entre 2020 y 2023.

## Historia
A inicios de junio de 2023, Canal 4 anunció que el programa matutino Buen día, conducido por el periodista Marcelo Irachet, finalizaría sus emisiones por motivos de reestructuración de la programación de la cadena. En los días siguientes se confirmó el lanzamiento de un nuevo programa titulado 8AM, que se trataría de una continuación del noticiero matutino, y que contaría con la conducción de los periodistas Viviana Aguirre y Federico Paz ―presentadores del noticiero Teledía―, junto a Jimena Sabaris y Daniel Nogueira ―comunicadores que ya se desempeñaban en Buen día―. En un inicio la última emisión de Buen día sería el 30 de junio, sin embargo, posteriormente se extendió hasta el 14 de julio.
Finalmente 8AM se estrenó el lunes 17 de julio a las 08:00, extendiéndose hasta las 09:30, por lo que se modificó el horario de Vamo' arriba para que iniciara 30 minutos antes.

## Equipo

### Conducción
- Viviana Aguerre[10]
- Federico Paz
- Jimena Sabaris
- Miguel Nogueira

### Móviles
- Maxi Peña[11]